# Oamenii mării
Oamenii mării (în franceză Les Travailleurs de la mer) este un roman scris de Victor Hugo și publicat în 1866. Cartea este dedicată insulei Guernsey, unde Hugo a trăit 15 ani în exil. Hugo folosește decorul geografic al unei mici comunități insulare pentru a transforma evenimente aparent banale în drame de mare intensitate. Acțiunea romanului Oamenii mării are loc imediat după Războaiele Napoleoniene și urmărește impactul Revoluției industriale asupra vieții de pe insulă.

## Personaje
- Gilliatt — un pescar din Guernsey
- Mess Lethierry — proprietarul navei Durande, primul vas cu aburi de pe insulă
- Déruchette — tânăra nepoată a lui Mess Lethierry
- Sieur Clubin — căpitanul navei Durande
- Ebenezer Caudray — tânăr preot anglican, sosit recent pe insulă

## Influență
Romanului i se atribuie introducerea cuvântului guernésiais pentru caracatiță (pieuvre) în limba franceză (termenul francez standard pentru caracatiță este poulpe).

## Adaptări cinematografice
Au fost realizate cel puțin cinci adaptări cinematografice ale romanului, printre care:
- Toilers of the Sea (film din 1914) – regizor necunoscut (film mut)[4]
- Toilers of the Sea (film din 1915) – regizor necunoscut (film mut)[5]
- Toilers of the Sea (film din 1923) – regizor Roy William Neill (film mut)[6]
- Toilers of the Sea (film din 1936) – regizor Selwyn Jepson⁠(d)[7]
- Sea Devils (film din 1953) – regizor Raoul Walsh[8]